# Lee megye (Illinois)
Lee megye az Amerikai Egyesült Államokban, azon belül Illinois államban található. Megyeszékhelye és legnagyobb városa Dixon. Lakosainak száma 34 145 fő (2020. április 1.). Lee megye Ogle, DeKalb, LaSalle, Bureau és Whiteside megyékkel határos.

## Népesség
A megye népességének változása:
| Lakosok száma | 35 976 | 35 518 | 35 132 | 34 858 | 34 584 | 34 145 |
|               | 2010   | 2011   | 2012   | 2013   | 2015   | 2020   |